# Neoarisemus ibericus
Neoarisemus ibericus är en tvåvingeart som beskrevs av Wagner 1977. Neoarisemus ibericus ingår i släktet Neoarisemus och familjen fjärilsmyggor. Inga underarter finns listade i Catalogue of Life.